# ونك سفلي
ونك سفلی (مقاطعة تشادغان) (بالإنجليزية: Vanak-e Sofla)‏ هي قرية تقع في قسم تشنارود الشمالي الريفي (مقاطعة تشادغان) في إيران. يقدر عدد سكانها بـ 83 نسمة بحسب إحصاء 2016.